# Oren Uziel
Oren Uziel  ist ein Drehbuchautor, Produzent und Regisseur.

## Leben
Uziel begann als Drehbuchautor für das Videospiel Mortal Kombat: Rebirth (2010) und wechselte dann in das Drehbuchschreiben für Hollywood-Produktionen. 2017 führte er erstmals Regie und inszenierte Shimmer Lake. Er war auch an der Storyentwicklung zu Mortal Kombat (2021) beteiligt. Bei Escape Room 2: No Way Out (2021) trat er auch als Co-Produzent in Erscheinung.

## Filmografie (Auswahl)
- 2010: Mortal Kombat: Rebirth (Videospiel)
- 2013: Mortal Kombat: Legacy (TV-Serie) (1 Episode)
- 2014: 22 Jump Street
- 2015: Freaks of Nature
- 2017: Shimmer Lake (auch Regie)
- 2018: The Cloverfield Paradox
- 2021: Escape Room 2: No Way Out
- 2022: The Lost City – Das Geheimnis der verlorenen Stadt (The Lost City)

## Weblink
- Oren Uziel bei IMDb

| Personendaten    | Personendaten                              |
| ---------------- | ------------------------------------------ |
| NAME             | Uziel, Oren                                |
| KURZBESCHREIBUNG | Drehbuchautor, Filmproduzent und Regisseur |
| GEBURTSDATUM     | 20. Jahrhundert                            |